# Przemysław Florczak
Przemysław Florczak (ur. 1981) – polski muzyk jazzowy grający na saksofonie, wykładowca Instytutu Jazzu Akademii Muzycznej w Katowicach. Uzyskał nominację do Fryderyka 2014 w kategorii jazzowej - Debiut Roku.

## Dyskografia

### Albumy autorskie
- 2013-09-10: Przemysław Florczak Quartet - Image of My Personality (SJRecords)

### Inne albumy
- 2011: Biotone - Unspoken Words
- 2014: Nikola Kołodziejczyk Orchestra -  Chord Nation

- 2016: Ola Trzaska - Amulet
- 2015: Alkopoligamia - Albo Inaczej
- 2015: Michał Bajor -  Moja Miłość
- 2017: Marta Król & Paweł Tomaszewski Group - Tribute To The Police
- 2017: Ania Michałowska - Snów Pejzaże
- 2018: Sławek Uniatowski - "Methamorphosis"